# The Lancet Oncology
The Lancet Oncology (abreviado como Lancet Oncol) es una revista científica publicada por Elsevier-Verlag. La revista se publica actualmente con doce números al año. Se publican artículos de todas las áreas de la oncología clínica.
El factor de impacto en 2017 fue de 36.421. Según las estadísticas de ISI Web of Knowledge, la revista ocupa el tercer lugar entre 222 revistas en la categoría de oncología con este factor de impacto.
Según SCI Journal, la revista tiene un factor de impacto actual (2022) de 41,316.

## Métricas de revista
2022
- Web of Science Group : 41.316
- Índice h de Google Scholar: 355
- Scopus: 13.861

La revista ocupa el puesto  2º (2024) en Google Scholar en el apartado de oncología.